# 九一式徹甲弾

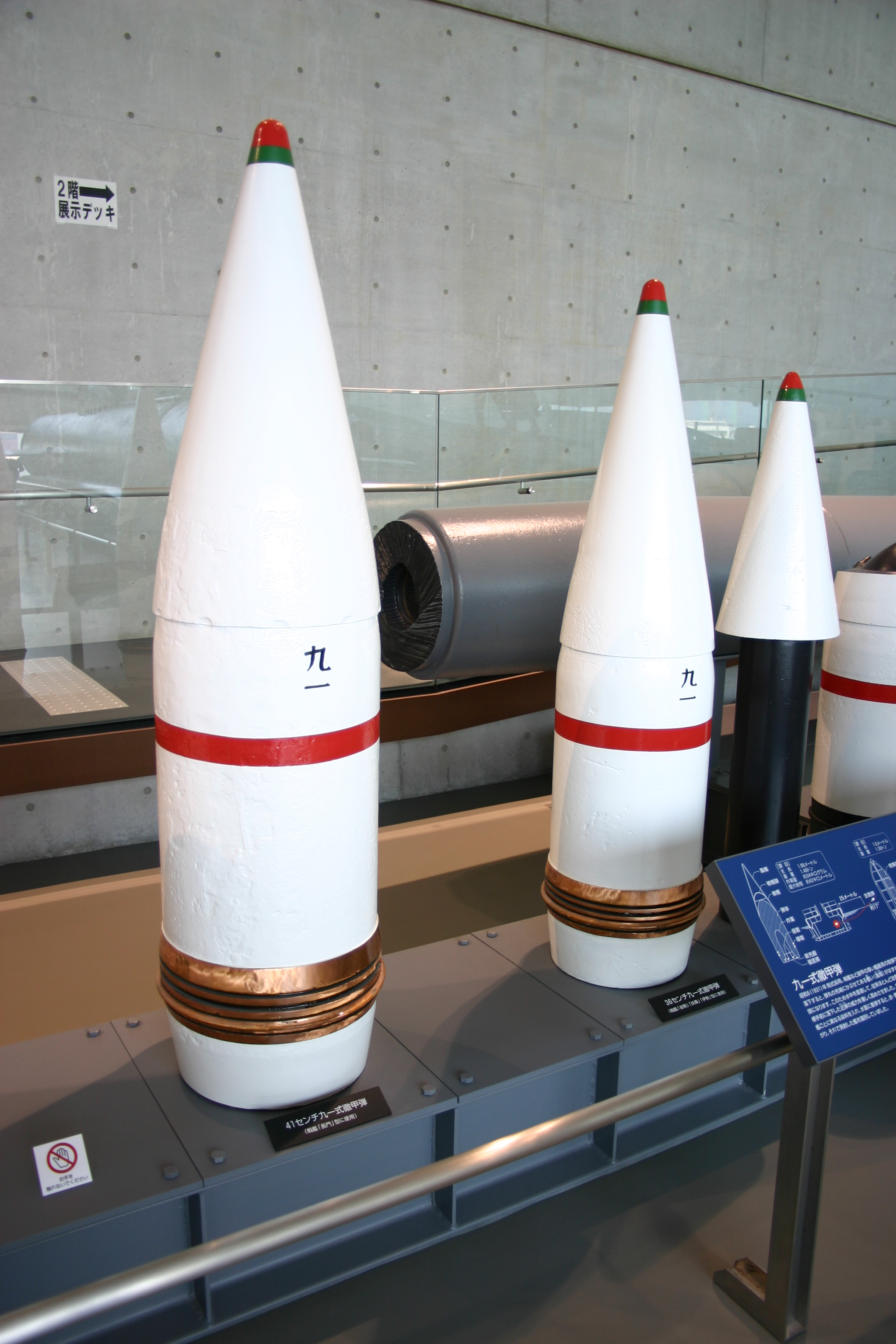
大和ミュージアムに展示されている九一式徹甲弾

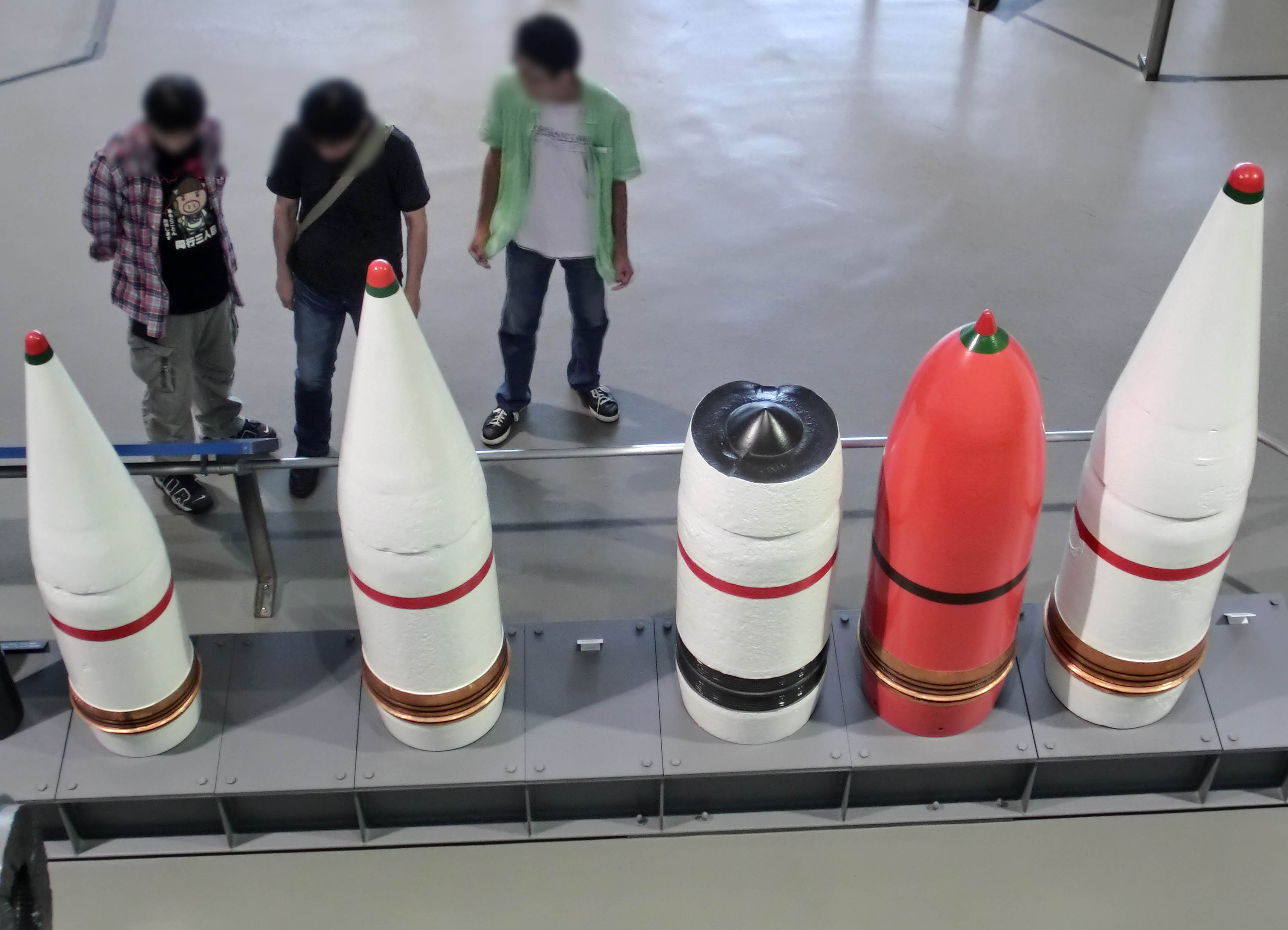
左より36cm、41cm、46cmの九一式徹甲弾 赤い砲弾は三式弾

九一式徹甲弾（きゅういちしきてっこうだん）は、大日本帝国海軍が戦艦・巡洋艦用に開発した徹甲弾である。1931年（昭和6年・皇紀2591年）に採用されたため、この呼び名がある。
- 八八式徹甲弾（＝六号徹甲弾：水中弾効果を持つ）を改良したものがこの九一式である。
- さらにこの九一式を改良したものが一式徹甲弾である[注釈 1]。

## 概要
九一式徹甲弾は空気抵抗を低減するため、六号徹甲弾の風帽を延長して弾尾の形状をすぼめることでボートテール型にした。同じ仰角時での射程が3,000-4,000m延伸した。この砲弾は15.5センチ砲以上に採用された。
ただし弾体強度が不足し、命中時に砲弾が破砕されてしまうという欠陥があった。具体的には、砲弾径の9割以上の厚みがある表面硬化装甲に対し、撃角25度以上で命中した場合に見られる欠点であった。
- 九一式徹甲弾の更新用として、1941年（昭和16年）に採用された一式徹甲弾は、弾体強度を強化するために被帽取り付け方法の改善を行なった[1]。加えて弾頭部への着色剤充填を行ったとされている。

## 水中弾効果
水中弾効果とは、目標の手前に落下した平らな弾頭部を持つ砲弾が水中を進む際に、ある程度の距離を安定した弾道で水平に直進することを指す。これにより、艦船の水中防御部に命中する効果が高い。
この原理は、高速の砲弾が水中を進む際に平らな弾頭部周辺から気泡が発生し、それが弾体を包み込んで水の抵抗を下げ、弾道を安定させることにある（スーパーキャビテーション）。
ただし中距離砲戦で適切な落角が必要だが、太平洋戦争では夜間の近距離砲戦または昼間の遠距離砲戦が多かったこともあり、敵艦に水中弾が命中した例は少なかった。信管は大遅動であり、砲弾の外板貫通後に敵船体内部を駆け巡り、隔壁や設備等を破壊した後に炸裂する。反面、非装甲部分への命中弾が炸裂しないまま敵艦体外へ貫通することもあった。

### 六号徹甲弾（八八式徹甲弾）
日本海軍はワシントン海軍軍縮条約により破棄されることになった未成戦艦「土佐」を用いた射撃試験、同じく除籍となった戦艦「安芸」を標的とした射撃訓練を行った。「土佐」に対する射撃試験では40cm砲弾が舷側に命中、後部機関室内で炸裂し3,000トンの浸水被害を及ぼし、「安芸」を標的とした射撃訓練では「長門」「陸奥」の2隻による初弾発砲から17分という短時間で「安芸」が沈没した。水中弾が予期しないほど大きな効果を持つことが判明した。
この結果、日本戦艦は改装時に水中弾防御を備えるとともに、水中弾道特性に優れた徹甲弾を開発した。開発に際しての実験では、水中にエナメル線を張ってオシログラフを使い砲弾の水中在速を求め、網的を使って水中弾道をトレースした。
通常の尖頭弾は水中では非常に大きな水の抵抗を受け、また横転するなど不規則な挙動を起こし、急激に速度を失い海底に沈む。浅い落角の場合には跳弾となる。平面の頂部を持ち最適形状の砲弾なら水中を安定して進み、やや浮上気味に200口径（20センチ砲弾なら40m、40センチ砲弾なら80m）まで直進する。
この新型徹甲弾は六号徹甲弾（後の八八式徹甲弾）と呼ばれ、頂部が平面な被帽の上に鋭利な被帽頭を置き、その上に風帽を被せた構造であり、砲弾が水面に命中した際には風帽と被帽頭が飛散して被帽が露出し、水中を直進した砲弾が敵艦の水線下に命中するという構想で開発された。
水中弾効果を最大限に活用するため、六号徹甲弾には調停秒時の長い大遅動信管（0.4秒）が装備されていた。試験の結果、六号徹甲弾は水中弾効果を発揮できると認められ、1930年（昭和5年）に制式採用された。1934年（昭和9年）頃には水中射表が作られ、艦隊司令部に配布された。
砲弾の落角は、14度以上22度以下であることが望ましい。それ以上の落角となる遠距離では、水中弾の命中範囲は著しく小さくなる。距離2万mの中距離で戦艦の砲戦が起きた場合、九一式徹甲弾を使う方は命中率が1.6倍に向上する。巡洋艦の主砲の水中弾有効範囲は短いため、命中率の向上は1.2倍程度と計算される。
アメリカ海軍も1935年（昭和10年）頃に実験で水中弾効果を確認し、これにより戦艦サウスダコタ級やアイオワ級は日本戦艦同様に水中弾防御を施している。ノースカロライナ級以前の米戦艦に水中弾防御は無く、また英独仏伊の新型戦艦も水中弾に対する防御を持たなかった。
戦後、平頭弾の技術は捕鯨砲の平頭銛に応用され利用された。また海上保安庁では、不審船対策に水中弾効果のある03式平頭弾を採用している。

## 砲弾諸元
| 口径   | 全長      | 砲弾重量 | 炸薬重量 | 炸薬比率 | 射程   |
| ------ | --------- | -------- | -------- | -------- | ------ |
| 46cm   | 1,955mm   | 1,460kg  | 33.85kg  | 2.32%    | 42030m |
| 41cm   | 1,738.5mm | 1,020kg  | 14.888kg | 1.46%    | 37900m |
| 36cm   | 1,524.7mm | 673.5kg  | 11.102kg | 1.65%    | 35450m |
| 20.3cm | 906.2mm   | 125.85kg | 3.100kg  | 2.46%    | 27400m |
| 15.5cm | 677.8mm   | 55.87kg  | 1.152kg  | 2.00%    | 27400m |